# Aloe suprafoliata

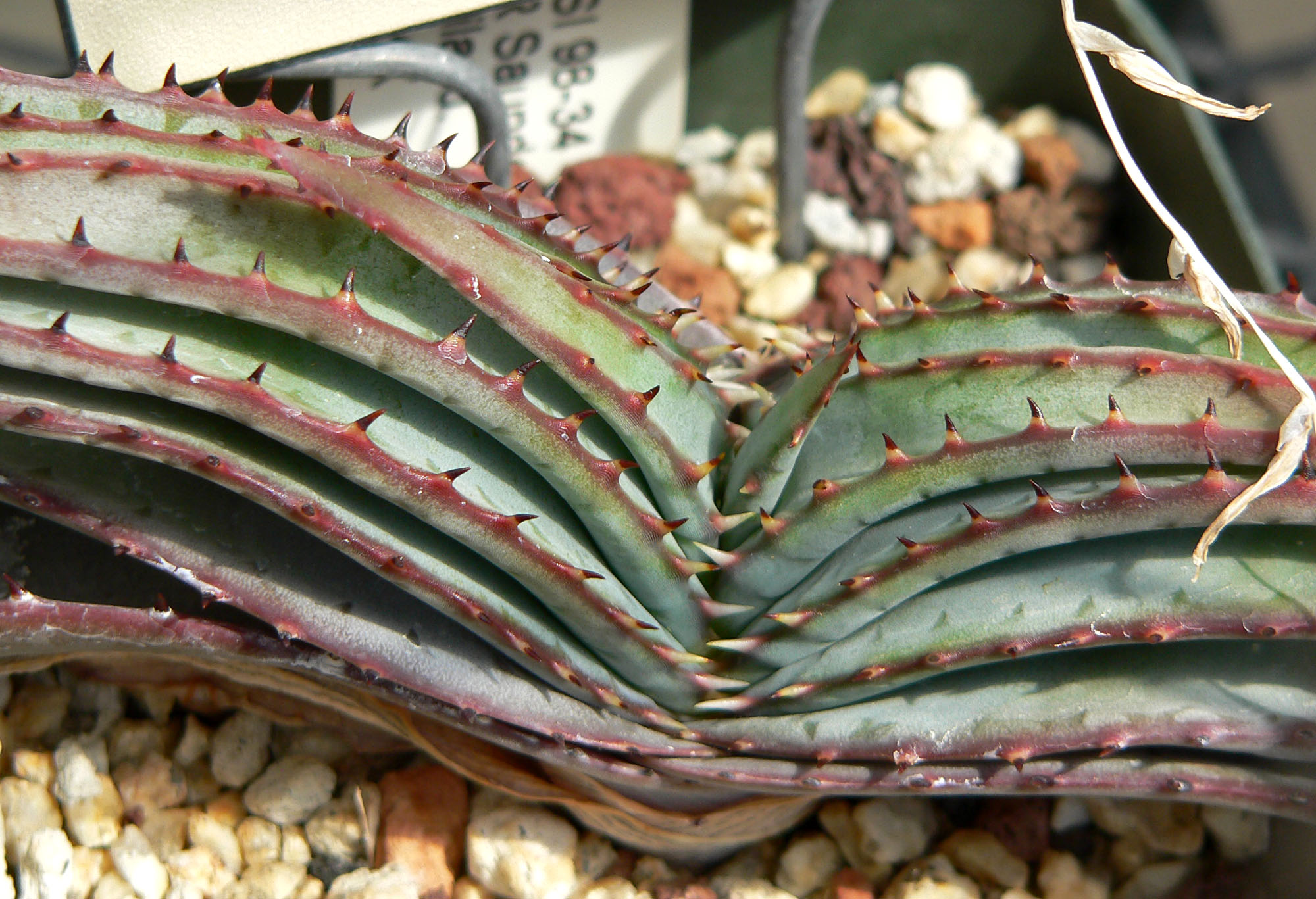
Jungpflanze

Aloe suprafoliata ist eine Pflanzenart der Gattung der Aloen in der Unterfamilie der Affodillgewächse (Asphodeloideae). Das Artepitheton suprafoliata leitet sich von den lateinischen Worten supra für ‚über‘ sowie suprafoliatus für ‚beblättert‘ ab und verweist auf die Blätter junger Pflanzen, die wie die Blätter eines Buches übereinander angeordnet sind.

## Beschreibung

### Vegetative Merkmale
Aloe suprafoliata wächst stammlos oder kurz stammbildend und meist einfach. Der aufrechte oder niederliegende Stamm erreicht nur selten eine Länge von bis zu 50 Zentimeter. Die etwa 30 verschmälerten spitz zulaufenden Laubblätter sind bei Jungpflanzen zweizeilig angeordnet und bilden später dichte Rosetten. Die bläulich grüne bis bläulich grau, undeutlich linierte Blattspreite wird zu ihrer Spitze rötlich braun. Sie ist 30 bis 40 Zentimeter lang und 7 Zentimeter breit. Die rötlich braunen, gelegentlich zweispaltigen Zähne am Blattrand sind 2 bis 5 Millimeter lang und stehen 5 bis 10 Millimeter voneinander entfernt. 

### Blütenstände und Blüten
Der einfache Blütenstand erreicht eine Länge von bis zu 100 Zentimetern. Die ziemlich dichten, konisch bis zylindrisch spitz zulaufenden Trauben sind bis zu 25 Zentimeter lang und 10 Zentimeter breit. Die lanzettlich-spitzen Brakteen weisen eine Länge von etwa 20 Millimeter auf. Die rosarötlichen bis scharlachrote, bereiften Blüten sind an ihrer Mündung grünlich und stehen an bis zu 20 Millimeter langen Blütenstielen. Die Blüten sind 40 bis 50 Millimeter lang und an ihrer Basis gerundet oder sehr leicht verschmälert. Oberhalb des Fruchtknotens sind die Blüten nicht verengt. Ihre äußeren Perigonblätter sind nicht miteinander verwachsen. Die Staubblätter und der Griffel ragen bis zu 1 Millimeter aus der Blüte heraus.

### Genetik
Die Chromosomenzahl beträgt {\displaystyle 2n=14}.

## Systematik und Verbreitung
Aloe suprafoliata ist in Simbabwe sowie in den südafrikanischen Provinzen KwaZulu-Natal und Mpumalanga auf felsigen Berghängen in Höhen von 1000 bis 1600 Metern verbreitet. 
Die Erstbeschreibung durch Illtyd Buller Pole-Evans wurde 1916 veröffentlicht. Als Synonym wurde Aloe suprafoliolata hort. (ohne Jahr, nom. inval. ICBN-Artikel 61.1) in die Art einbezogen.

## Nachweise